# Likouala (département)
Pour les articles homonymes, voir Likouala.
La Likouala est l'un des départements de la république du Congo, située dans le Nord du pays. La préfecture se trouve à Impfondo.

## Géographie
Le département doit son nom au cours d'eau la Likouala-aux-Herbes, affluent de la rivière Sangha. Il est limitrophe des départements de la Sangha et de la Cuvette, ainsi qu'avec la République centrafricaine, et la république démocratique du Congo.
| Sangha-Mbaéré | Lobaye   | Sud-Ubangi |
| Sangha        | Likouala | Équateur   |
|               | Cuvette  |            |

## Administration
Le département de la Likouala est divisé en 7 districts:
- Impfondo
- Dongou
- Épéna
- Enyellé
- Bétou
- Liranga
- Bouanéla

Il compte 5 communautés urbaines : Impfondo, Dongou, Épéna, Enyellé et Bétou.

## Circonscriptions législatives
La Likouala est constituée de 8 circonscriptions législatives lors des élections de 2012 : Épéna 1, Épéna 2, Dongou, Enyellé, Impfondo, Bétou, Bouanela, Liranga.

## Personnalités
- François Ayayen (1946-), militaire et homme politique, ancien ministre ;
- Apollinaire Bazinga (1924-2003), préparateur en pharmacie, directeur de l'hôpital général, député, ministre, ambassadeur, sénateur ;
- Henri Djombo (1952-), homme politique, ancien ministre ;
- Gilbert Mokoki (1949-), militaire  Général de division et homme politique, ministre.
- Aimé Bokino (1942-), homme politique et diplomate ancien maire, ancien ambassadeur directeur à la coopération avec les organismes internationaux, organisme non gouvernementaux avec le système des nation unies.